# 白石山镇 (涞源县)
白石山镇，是中华人民共和国河北省保定市涞源县下辖的一个乡镇级行政单位。

## 行政区划
白石山镇下辖以下地区：
白石山村、荆山口村、白石口村、寨子村、东龙虎村、西龙虎村、香沟村、菜村岗村、灵吉村、斗军湾村、庄伙村、石窝村、插箭岭村、西庄铺村、大草滩村、杨家川村、草厂村、十八堰村、雀儿林村和南石盆村。